# Tiago Iorc
Thiago Iorczeski, mais conhecido como Tiago Iorc (Brasília, 28 de novembro de 1985), é um cantor, compositor, instrumentista e produtor musical brasileiro vencedor de 5 prêmios Latin Grammys. Em 2008, Iorc lançou seu álbum de estreia, Let Yourself In, que contém dez faixas em inglês e atingiu a sétima posição na parada de álbuns da Billboard japonesa, gerando cinco singles no total. Seu segundo álbum de estúdio, Umbilical (2011), foi descrito como "introspectivo" e também é composto por canções em inglês.
Ele começou a compor em português em seu terceiro álbum de estúdio, Zeski (2013), que gerou três singles, sendo dois deles em parceria: "Música Inédita", com Maria Gadú e "Forasteiro", com a participação do cantor Silva. Em 2015, lançou a coletânea Novelas, contendo todas as suas canções que integraram a trilha sonora de telenovelas. No mesmo ano, Iorc lançou seu quarto álbum de estúdio, Troco Likes, que teve como singles de maior êxito "Coisa Linda" e "Amei Te Ver". O disco foi certificado com platina no Brasil e foi indicado ao prêmio de Melhor Álbum Pop Contemporâneo em Língua Portuguesa no Grammy Latino.
Em 2016, ele colaborou com a cantora Sandy na canção "Me Espera" e gravou seu primeiro álbum ao vivo, intitulado Troco Likes ao Vivo, que também lhe rendeu uma indicação ao Grammy Latino. Em 2019, lançou seu quinto álbum de estúdio e o primeiro audiovisual, intitulado Reconstrução, que foi certificado com ouro no Brasil e recebeu duas indicações ao Grammy Latino, incluindo uma na categoria Canção do Ano. Ainda em 2019, Iorc foi o primeiro artista a reestrear o Acústico MTV, e seu registro foi lançado em setembro.

## Início da vida
Tiago Iorczeski nasceu em Brasília, no dia 28 de novembro de 1985. O mais jovem de cinco irmãos, possui ascendência polonesa por parte de pai, e italiana por parte de mãe. Quando ele tinha 10 meses de vida, sua família mudou-se para Londres, e depois Cambridge, na Inglaterra, para que seu pai fizesse doutorado. Ele morou neste país até os 5 anos de idade, quando retornou ao Brasil. Nesta época, aos 8 anos de idade, Iorc começou a interessar-se por música. O cantor viveu em Passo Fundo, no Rio Grande do Sul até os 11 anos de idade, quando mudou-se com seus pais para Nova Iorque, nos Estados Unidos, onde seu pai, engenheiro agrônomo, concluiu o pós-doutorado. Voltou para o Brasil aos 12.[carece de fontes?]

## Carreira

### 2006–10: Início eLet Yourself In

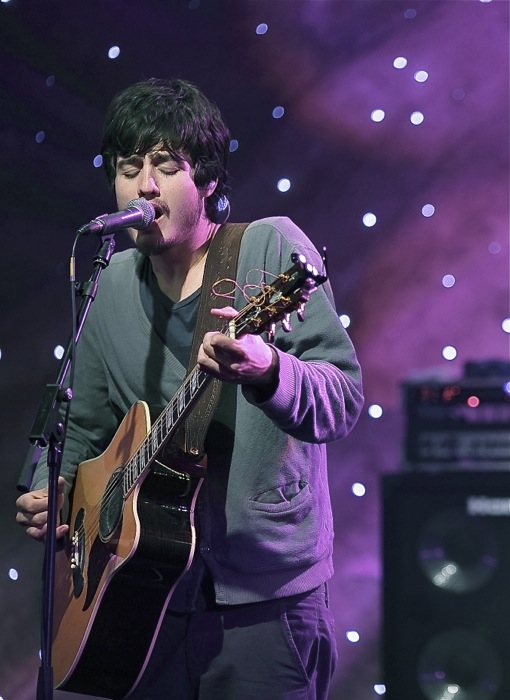
Tiago durante um show na cidade de Seul em 2010.

Tiago ganhou notoriedade musical em 2006, ao cantar "Scared", de Three Days Grace, em um festival de música da Pontifícia Universidade Católica do Paraná (PUC-PR), onde estudava publicidade. No ano seguinte, a canção tornou-se parte da trilha sonora da telenovela Duas Caras (2007–08). Em 2008, Iorc voltou a marcar presença na trilha sonora de outra telenovela da Rede Globo, A Favorita (2008–09), também com uma canção autoral, "Blame". Além da telenovela, a canção também foi utilizada como tema da campanha "Outono/Inverno" da Lojas Renner. Nos anos seguintes, outras canções como a regravação de "My Girl" e a canção autorial "Gave Me a Name" foram respectivamente trilhas sonoras de Viver a Vida (2009–10) e A Vida da Gente (2011–12). Ao todo, Iorc passou 4 anos seguidos em trilhas sonoras de telenovelas da Rede Globo, marcando assim um recorde.
No seriado Malhação, Iorc esteve presente como trilha sonora nos anos de 2007 (com "Nothing But a Song"), 2010 (com "Fine") e 2011 (com "Story of Man"). "Nothing But a Song" fez com que Iorc conseguisse gravar seu primeiro álbum de estúdio, Let Yourself In (2008), através da gravadora Som Livre, que conheceu Iorc após sua canção ter sido apresentada a eles por um estagiário. Mais tarde, o disco foi lançado no Japão, onde o disco atingiu a sétima posição na Japan Albums Chart, enquanto que a canção "Nothing But a Song" atingiu a décima primeira posição na Japan Hot 100. Na Coreia do Sul, Iorc foi eleito pelo público como o "Melhor Artista Estrangeiro" devido sua apresentação no Grant Mint Festival de 2010. A canção foi escrita na época em que Iorc estava terminando sua graduação superior.

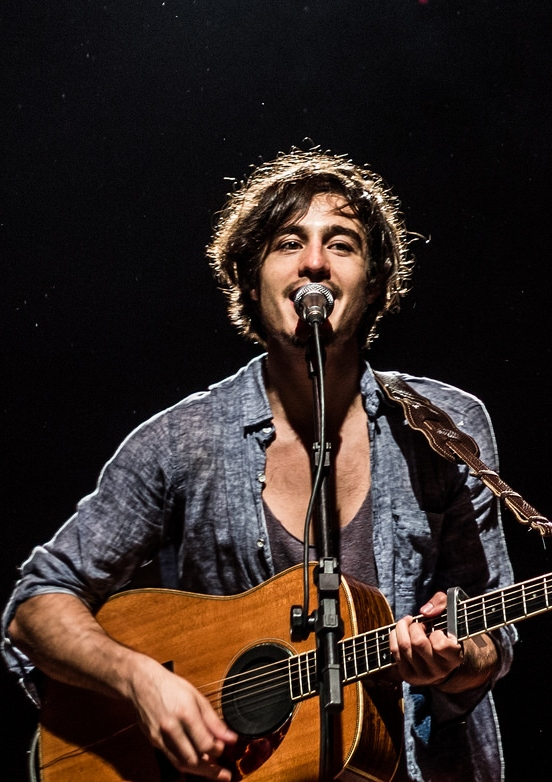
Tiago em 2014.

### 2011–15:UmbilicaleZeski
Em seus dois primeiros álbuns, Tiago compôs somente canções em inglês. Ele disse que assim consegue "expressar-se melhor e passar o real sentimento da música". Seu segundo disco de estúdio, Umbilical (2011), foi gravado no Rio de Janeiro e em Nova York, e contou com a produção do norte-americano Andy Chase, que já havia trabalhado com a banda de rock alternativo The Smashing Pumpkins. Além do Brasil, o disco foi lançado na Coreia do Sul, Portugal, Estados Unidos e Japão. Em 2013, Tiago lançou seu terceiro álbum, Zeski, com músicas em inglês e português, do qual foram divulgados como singles "It's a Fluke", a versão de "Música Inédita", que conta com a participação da cantora Maria Gadú, e "Forasteiro", com a participação de Silva, além do cover da banda Legião Urbana, "Tempo Perdido".  Em março de 2015, gravou uma versão da canção "What a Wonderful World", de Louis Armstrong, para o tema de abertura da telenovela Sete Vidas, da Rede Globo,

### 2015–18:Troco LikeseTroco Likes ao Vivo

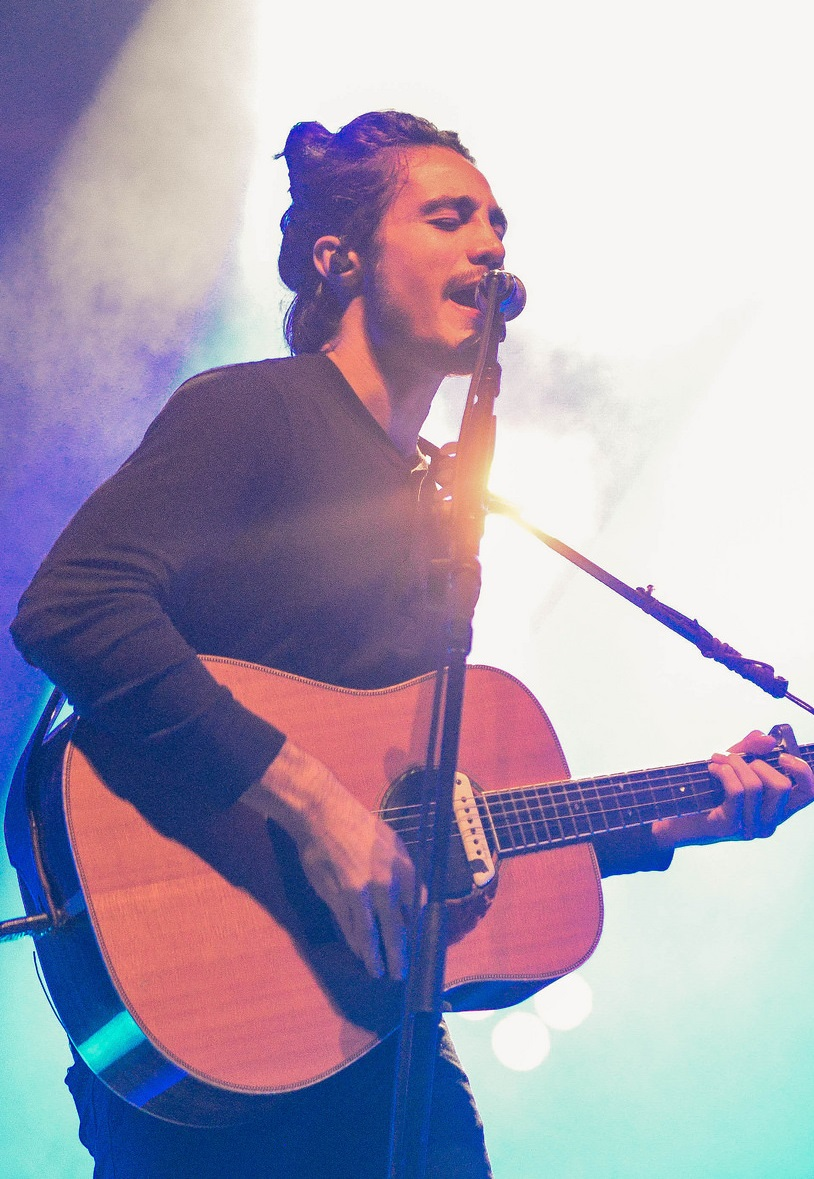
Iorc durante sua turnê Troco Likes em junho de 2017.

Em maio de 2015, ele anunciou que estava trabalhando em seu novo disco, postando a hashtag "#tiagoiorctrocolikes". Em 1 de junho, Iorc lançou a canção "Coisa Linda" como carro chefe de seu novo disco. A canção foi composta por ele mesmo em homenagem a sua ex-namorada, Isabelle Drummond. Em 10 de julho, Iorc lançou o disco Troco Likes através do Spotify. A turnê Troco Likes foi iniciada em 29 de julho. Em 8 de novembro, Iorc lançou a canção "Amei Te Ver" como segundo single do álbum, tornando-se rapidamente sucesso nacional. Em 9 de dezembro, Iorc anunciou em suas redes sociais que estaria fazendo um show gratuito na Avenida Paulista, e em poucos minutos já havia lotado pouco mais de mil pessoas no local. Entretanto, Iorc teve que se retirar após pedido da Policia Militar. Em seguida, em 18 de dezembro, Iorc lançou "Alexandria" como terceiro single, onde o videoclipe foi o show gravado na Avenida Paulista. Em 23 de dezembro, Iorc participou da canção "Trono de Estudar" junto com outros 18 artistas, incluindo Chico Buarque, Zélia Duncan e Paulo Miklos, em apoio à luta dos estudantes brasileiros contra a PEC do Teto dos Gastos Públicos.

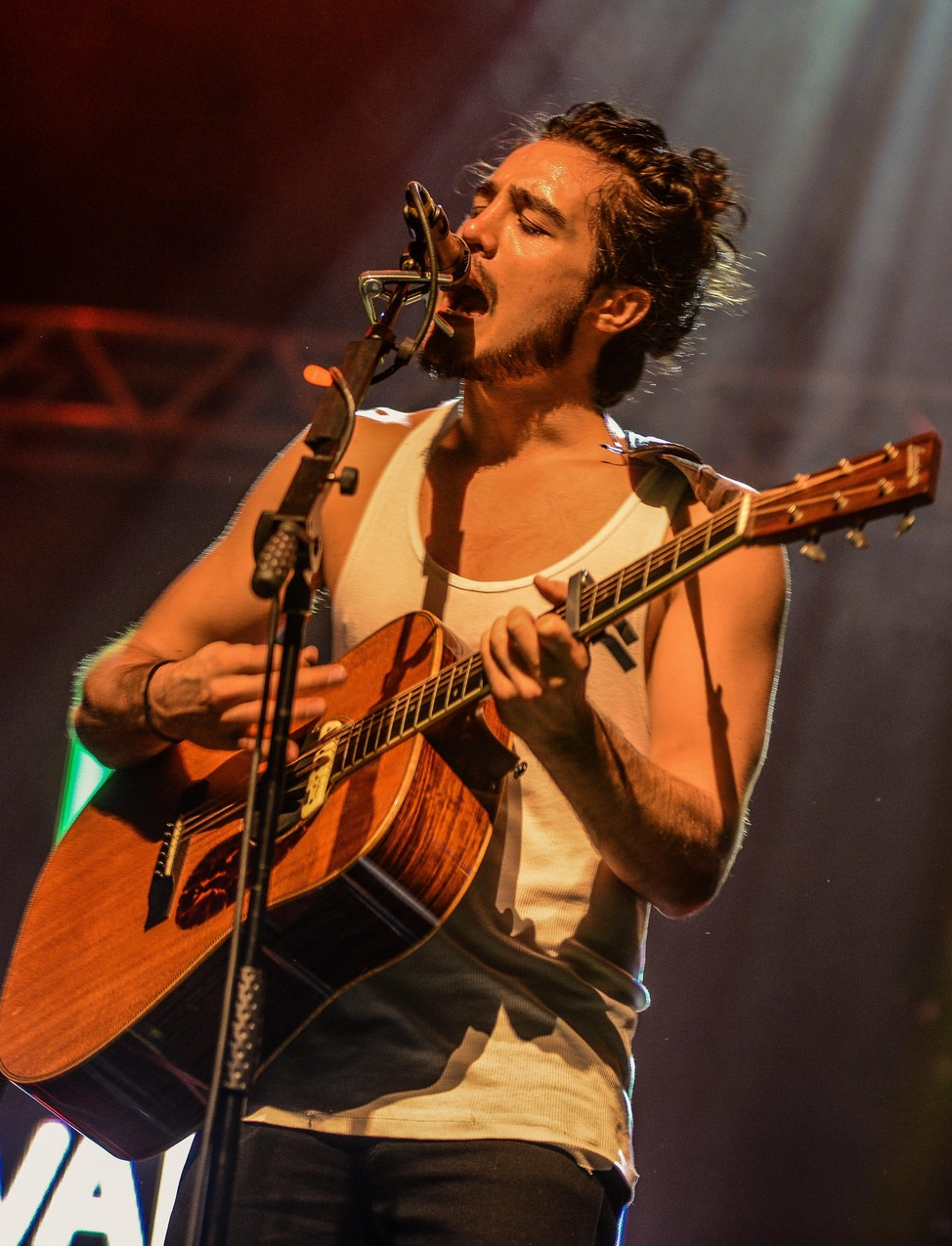
Iorc durante a turnê Troco Likes.

Troco Likes o levou a receber indicações a diversas premiações, como o Grammy Latino, nas categorias Melhor Canção em Língua Portuguesa por "Amei Te Ver" e Melhor Álbum Pop Contemporâneo em Língua Portuguesa pelo disco Troco Likes. Ele também chegou a receber indicações ao Prêmio Multishow de Música Brasileira na categoria Melhor Cantor, no Melhores do Ano, nas categorias Música do Ano e Melhor Cantor, além de outras premiações como Troféu Internet, Meus Prêmios Nick e Capricho Awards. Em 11 de março de 2016, Tiago lançou nas plataformas digitais o EP Sigo de Volta. Durante os dias 28 e 29 de abril, Iorc gravou seu primeiro álbum ao vivo, intitulado Troco Likes ao Vivo, contendo músicas inéditas descartadas do EP Sigo de Volta, onde o álbum foi lançado em 16 de setembro. Em maio de 2016, foi lançada a canção "Me Espera", um dueto da cantora Sandy com Iorc. A faixa foi composta por Iorc, Lucas Lima e Sandy. A faixa foi gravada em estúdio e também numa versão ao vivo, presente no registro de Sandy Meu Canto (2016). "Me Espera" integrou a trilha sonora da telenovela Rock Story, na qual Iorc fez uma aparição especial, marcando sua estreia como ator. Em agosto, Iorc lançou uma versão própria de "Bang", de Anitta, junto com um videoclipe, recebendo críticas positivas do público. Em setembro, Iorc lançou seu primeiro DVD, Troco Likes ao Vivo, gravado na cidade de Belém, vencendo o Grammy Latino na categoria Melhor Canção em Língua Portuguesa. Em 3 e 5 de outubro, Iorc apareceu na primeira temporada do X Factor Brasil como mentor assistente da jurada Alinne Rosa. Em 23 de novembro, Iorc retornou ao programa no episódio final como artista, cantando "Amei Te Ver". No dia 7 de janeiro de 2018, o cantor comunicou através do seu Instagram, que daria uma pausa na carreira artística para descansar, sem dar previsões de volta, devido a sobrecarga de trabalho acumulada entre 2015 e 2017, onde nesse período o artista chegou a fazer 300 shows. Em 2018, deixou a Som Livre e assinou contrato com a gravadora Universal Music. Entre 2018 e 2019, deu uma pausa na carreira artística e durante este período morou nas cidades de Los Angeles e Raleigh. Em 2019, voltou a viver no Rio de Janeiro.

### 2019–presente:Reconstrução e Acústico MTV
No dia 5 de maio de 2019, lançou seu quinto álbum de estúdio, intitulado Reconstrução. É o primeiro álbum visual do cantor com 13 faixas inéditas, todas com videoclipes lançados no mesmo dia do lançamento do disco. Horas após o lançamento, as 13 faixas do álbum entraram na lista das 50 mais tocadas do Spotify, fazendo Tiago bater recordes no streaming. No dia 30 de maio do mesmo ano, gravou seu segundo álbum ao vivo, Acústico MTV, nos Estúdios Quanta, em São Paulo, para um público de 250 convidados. O programa foi ao ar pela MTV no dia 19 de setembro, e no dia seguinte o álbum foi lançado nas plataformas de streaming, logo após a exibição do show. O álbum conta com as participações de Duda Beat em "Tangerina" que se tornou a canção mais bem sucedida do disco e do musico uruguaio Jorge Drexler em "Me Tira Pra Dançar", além dos músicos internacionais Jeremy Gustin na guitarra, Isaías Elpes no baixo, Mateus Asato no violão e Roberto Pollo no baixo. Iorc deu início a sua turnê Acústico MTV em Outubro de 2019. Em maio de 2020, Iorc rompeu com seu empresário Felipe Simas após dez anos e abriu seu próprio escritório. Iorc também deixou a gravadora Universal Music para assinar contrato com a gravadora Sony Music.
Tiago disponibilizou novamente de surpresa o single "Masculinidade", seu primeiro trabalho inédito desde junho de 2020 quando lançou o single "Você Pra Sempre em Mim". A produção da música é dividida com a dupla Lux & Tróia e seu videoclipe é assinado por Iorc junto com Rafael Trindade com quem trabalhou no seu projeto áudio visual Reconstrução. Esse novo projeto marca também a saída de Tiago Iorc da gravadora Sony Music e o início de lançamentos independentes sob o selo IORC.

## Vida pessoal
Iorc estudou publicidade na Pontifícia Universidade Católica do Paraná e música na Universidade Federal do Paraná.
Entre fevereiro de 2014 e setembro de 2015, Iorc namorou a atriz Isabelle Drummond. Iorc teve um breve affair com a também atriz Bruna Marquezine em 2016. Em novembro de 2021, assumiu publicamente o namoro com a terapeuta e escritora Duda Rodrigues.

## Discografia
| Álbuns de estúdio - Let Yourself In (2008) - Umbilical (2011) - Zeski (2013) - Troco Likes (2015) - Reconstrução (2019) - Daramô (2022) - Antes Que o Mundo Acabe (2024) | Álbuns ao vivo - Troco Likes ao Vivo (2016) - Acústico MTV (2019) |

## Filmografia
| Ano  | Título     | Cargo             | Nota(s)                    |
| ---- | ---------- | ----------------- | -------------------------- |
| 2016 | X Factor   | Mentor assistente | Temporada 1                |
| 2016 | Rock Story | Ele mesmo         | Episódio: "24 de novembro" |

| Ano  | Título       | Cargo                            | Nota(s)     |
| ---- | ------------ | -------------------------------- | ----------- |
| 2019 | Reconstrução | Ele mesmo / diretor / roteirista | Videoclipes |

## Turnês
- Yourself Tour (2008–10)
- Turnê Umbilical (2011–13)
- Turnê Zeski (2013)
- Turnê Voz e Violão (2014)
- Turnê Troco Likes (2015–17)
- Turnê Mais Bonito Não Há (com Milton Nascimento) (2017)
- Turnê Acústico MTV (2019)
- Turnê Daramô (2023)

## Prêmios e indicações
| Ano  | Prêmio                                | Categoria                                           | Indicação                  | Resultado | Ref.          |
| ---- | ------------------------------------- | --------------------------------------------------- | -------------------------- | --------- | ------------- |
| 2014 | Prêmio da Música Brasileira           | Álbum de Música Estrangeira                         | Zeski                      | Indicado  | [ 60 ]        |
| 2016 | Capricho Awards                       | Cantor Nacional                                     | Tiago Iorc                 | Indicado  |               |
| 2016 | Capricho Awards                       | Clipe Nacional                                      | "Me Espera" (com Sandy)    | Indicado  |               |
| 2016 | Meus Prêmios Nick                     | Cantor Favorito                                     | Tiago Iorc                 | Indicado  | [ 61 ]        |
| 2016 | Meus Prêmios Nick                     | Revelação Musical                                   | Tiago Iorc                 | Indicado  | [ 61 ]        |
| 2016 | Prêmio Multishow de Música Brasileira | Melhor Cantor                                       | Tiago Iorc                 | Indicado  | [ 62 ]        |
| 2016 | MTV Europe Music Awards               | Melhor Artista Brasileiro                           | Tiago Iorc                 | Indicado  | [ 63 ]        |
| 2016 | Grammy Latino                         | Melhor Álbum Pop Contemporâneo em Língua Portuguesa | Troco Likes                | Indicado  | [ 64 ]        |
| 2016 | Grammy Latino                         | Melhor Canção em Língua Portuguesa                  | "Amei Te Ver"              | Indicado  | [ 64 ]        |
| 2017 | Prêmio Extra de Televisão             | Melhor Tema de Novela                               | "Me Espera" (com Sandy)    | Venceu    | [ 65 ]        |
| 2017 | Troféu Imprensa                       | Melhor Cantor                                       | Tiago Iorc                 | Indicado  | [ 66 ]        |
| 2017 | Troféu Internet                       | Melhor Cantor                                       | Tiago Iorc                 | Indicado  |               |
| 2017 | Troféu Internet                       | Melhor Música                                       | "Amei Te Ver"              | Indicado  |               |
| 2017 | Prêmio Contigo! Online                | Melhor Cantor                                       | Tiago Iorc                 | Indicado  | [ 67 ]        |
| 2017 | Prêmio Jovem Brasileiro               | Melhor Cantor                                       | Tiago Iorc                 | Indicado  | [ 68 ]        |
| 2017 | Prêmio Jovem Brasileiro               | Música do Ano                                       | "Amei Te Ver"              | Indicado  | [ 68 ]        |
| 2017 | Prêmio Jovem Brasileiro               | Clipe do Ano                                        | "Me Espera" (com Sandy)    | Indicado  | [ 68 ]        |
| 2017 | Meus Prêmios Nick                     | Cantor ou Dupla do Ano                              | Tiago Iorc                 | Indicado  | [ 69 ]        |
| 2017 | Meus Prêmios Nick                     | Colaboração Favorita                                | "Trevo" (com Anavitória)   | Indicado  | [ 69 ]        |
| 2017 | Meus Prêmios Nick                     | Gato do Ano                                         | Tiago Iorc                 | Indicado  | [ 69 ]        |
| 2017 | Prêmio Multishow de Música Brasileira | Melhor Cantor                                       | Tiago Iorc                 | Indicado  | [ 70 ]        |
| 2017 | Prêmio Multishow de Música Brasileira | Melhor Música                                       | "Me Espera" (com Sandy)    | Indicado  | [ 70 ]        |
| 2017 | Grammy Latino                         | Melhor Álbum Pop Contemporâneo em Língua Portuguesa | Troco Likes ao Vivo        | Venceu    | [ 71 ]        |
| 2017 | Grammy Latino                         | Melhor Canção em Língua Portuguesa                  | "Trevo" (com Ana Caetano)  | Venceu    | [ 71 ]        |
| 2017 | Melhores do Ano                       | Melhor Cantor                                       | Tiago Iorc                 | Indicado  | [ 72 ]        |
| 2017 | Melhores do Ano                       | Música do Ano                                       | "Amei Te Ver"              | Indicado  | [ 72 ]        |
| 2018 | Troféu Internet                       | Melhor Cantor                                       | Tiago Iorc                 | Indicado  | [ 73 ]        |
| 2019 | Grammy Latino                         | Canção do Ano                                       | "Desconstrução"            | Indicado  | [ 74 ]        |
| 2019 | Grammy Latino                         | Melhor Canção em Língua Portuguesa                  | "Desconstrução"            | Venceu    | [ 74 ]        |
| 2023 | Grammy Latino                         | Melhor Álbum de Música Popular Brasileira           | Daramô                     | Indicado  | [ 75 ] [ 76 ] |
| 2023 | Grammy Latino                         | Melhor Canção em Língua Portuguesa                  | "Tudo Que a Fé Pode Tocar" | Venceu    | [ 75 ] [ 76 ] |